# Acontias percivali
Acontias percivali — вид сцинкоподібних ящірок родини сцинкових (Scincidae). Мешкає в Кенії і Танзанії. Вид названий на честь британського натураліста Артура Блейні Персіваля.

## Поширення і екологія
Acontias percivali мешкають на південному сході Кенії та на північному сході Танзанії. Вони живуть в чагарникових заростях і акацієвих саванах, на висоті від 500 до 1000 м над рівнем моря. Ведуть риючий спосіб життя, живляться термітами та іншими безхребетними.